# Abraham van Hoey

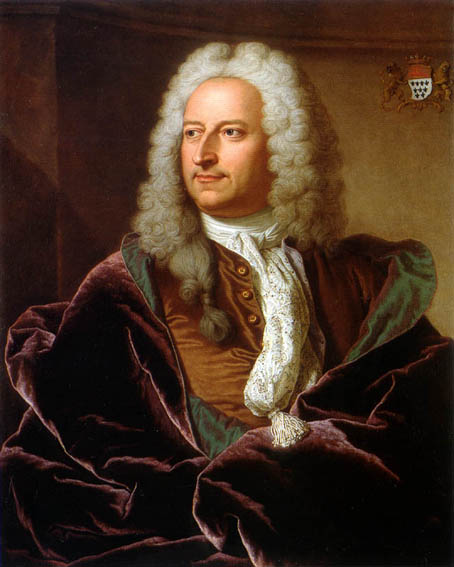
Abraham van Hoey

Abraham van Hoey (ur. 1684 w Gorinchem, zm. 10 października 1766 w Hadze) – holenderski dyplomata.
Od 1713 radca stanu. Od 1717 roku pensjonariusz honorowy Gorinchem. W latach 1727–1747 był ambasadorem Republiki Zjednoczonych Prowincji Niderlandów w Paryżu. 
Jego ojcem był Gerad van Hoey (1656–1708), regent Gorinchem.